# Kloster Mariä Verkündigung (Supraśl)

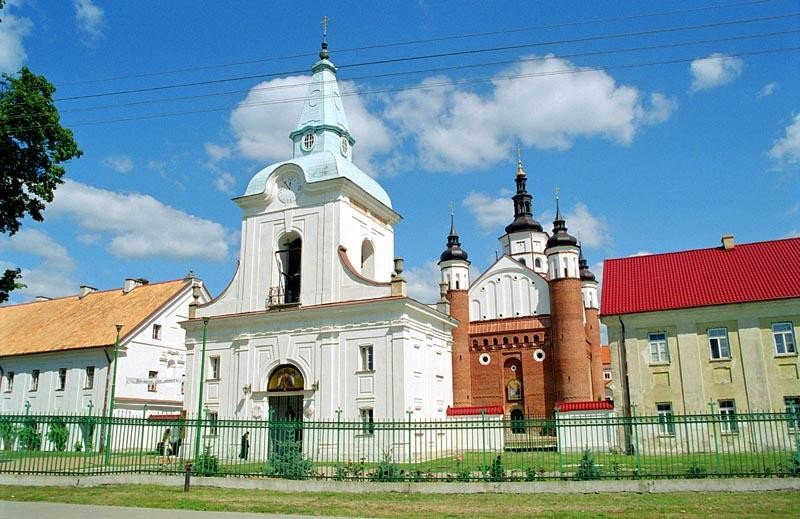
Kloster Mariä Verkündigung

Das Kloster Mariä Verkündigung (polnisch Monaster Zwiastowania Przenajświętszej Bogurodzicy i św. Jana Teologa) in Supraśl ist ein Kloster der Polnisch-Orthodoxen Kirche.
Es wurde etwa 1498/1503 gegründet und 1915 geschlossen. Seit 1951 wird es wieder genutzt, seit 1989 offiziell betrieben.

## Geschichte
Vor 1497 wurde eine orthodoxe Gemeinschaft in Grodek gegründet. Die ersten Mönche kamen wahrscheinlich vom Balkan (Athos) und aus dem Kiewer Höhlenkloster. Sie wurden durch den Woiwoden Alexander Chodkiewicz und Erzbischof Josef Soltan von Smolensk unterstützt. Einige Jahre später (1501/1503?) wurde der Standort einige Kilometer weiter an den Fluss Supraśl verlegt. Um 1501 (1507?) wurde die erste hölzerne Kirche Johannes des Evangelisten errichtet. 1505 wurde die Gründung des Klosters durch Patriarch Joachim I. von Konstantinopel bestätigt, bald danach auch von König Alexander von Polen. 1510 wurde die steinerne Kirche der Verkündigung der Heiligen Jungfrau Maria errichtet.
Das Kloster nahm einen raschen Aufschwung. Es war bald das zweitwichtigste orthodoxe Kloster im Großfürstentum Litauen. 1532 wurde dem Vorsteher des Klosters Sergius Kimbar der Rang eines Archimandriten verliehen. 1557 waren in der Bibliothek des Klosters bereits 200 Handschriften und Inkunabeln verzeichnet. Das Kloster unterhielt enge Kontakte zur Bulgarisch-Orthodoxen Kirche. 1582 besuchte deren Patriarch Gabriel das Kloster. Auch die Fresken im Innern der Kirche zeigen byzantinische Einflüsse vom Balkan.
Bereits 1609 trat das Kloster der neuen Unierten Kirche bei und wurde 1635 an den Orden der Basilianer übergeben.
Die meisten Gebäude wurden in der Folgezeit im Barockstil neu errichtet. Es entstand eine Druckerei, die mehr als 350 Drucke in lateinischer, polnischer und ruthenischer Sprache veröffentlichte.
1796 wurde der Klosterkomplex von den neuen preußischen Behörden konfisziert, konnte aber weiter bestehen bleiben.
Seit 1807 gehörte das Gebiet zum Russischen Reich.
1823 entdeckte der polnische Slawist Michał Bobrowski in der Bibliothek eine umfangreiche altslawische Handschrift, den Codex Suprasliensis, die heute zum Weltdokumentenerbe gehört.
1824 wurde das Kloster wieder orthodox.
1915 wurde das Kloster aufgelöst.
In den 1920er Jahren wurde dort eine Landwirtschaftsschule eingerichtet, später schlesischen Adligen übergeben.
1939 wurde der Komplex zu einer Kaserne der Roten Armee, die Kirche zur Reparaturwerkstatt. 1944 wurde die Kirche Mariä Verkündigung durch die deutsche Wehrmacht gesprengt.
Seit 1951 konnte ein kleiner Teil des Klosters durch orthodoxe Mönche wieder genutzt werden. Der größere Teil wurde staatlich genutzt.
1984 wurde mit dem Wiederaufbau der Kirche Mariä Verkündigung begonnen und das Ordenshaus wieder eröffnet. 1989 wurde das Kloster offiziell wieder gegründet, 1996 die letzten Gebäude zurückgegeben.